# Georg Fredrik de Frietzcky
Georg Fredrik de Frietzcky, född omkring 1650, död 7 januari 1709 under stormningen av Vepryk, var en svensk militär.
Georg Fredrik de Frietzcy var son till kaptenlöjtnant Johan de Frietzcky. Farfadern hade som protestant kommit från Böhmen och trätt i svensk krigstjänst och därefter slagit sig ned i Livland. Han var kapten vid de kursachsiska trupperna hos kungen av Polen, och naturaliserades som svensk adelsman 1699 tillsammans med sin bror Otto och introducerades på Riddarhuset 1700. År 1701 blev de Frietzcky major vid Västmanlands regemente, 1702 överstelöjtnant där, samt var 1706–1709 överste och chef för Upplands regemente.